# Grigri

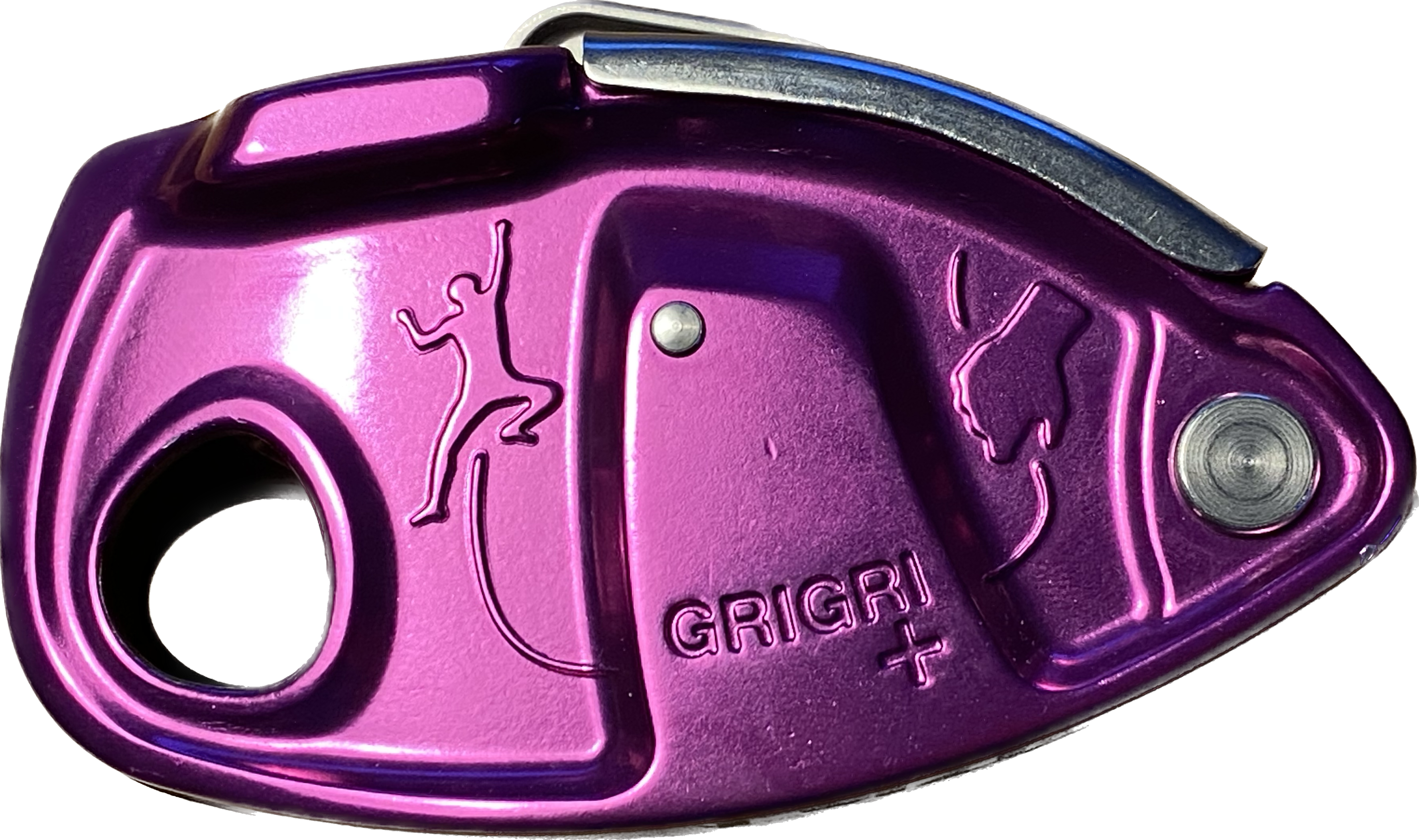
Vorderseite Grigri Plus

Das Grigri ist eine Serie von halbautomatischen Sicherungsgeräten des Herstellers Petzl für das Sportklettern zum Sichern des Kletternden mit Einfachseilen. Das Grigri war das erste und lange Zeit das einzige halbautomatische Sicherungsgerät am Markt. Benannt ist es nach einem afrikanischen Amulett, das ihre Träger schützen soll.

## Funktionsweise

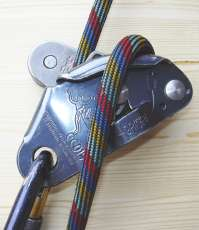
Korrekt blockiertes Grigri (1)

Das Gerät funktioniert ähnlich wie ein Sicherheitsgurt im Auto. Bei langsamem Seilzug wird der Seildurchlauf nicht blockiert. Dagegen aktiviert ruckartiger Seilzug in Richtung des Kletterers einen Mechanismus, der das Seil vollständig blockiert. Das automatische Blockieren funktioniert nur dann zuverlässig, wenn eine Hand das Bremsseil umschließt und nach unten vom Grigri wegführt.
Um den Blockierungsmechanismus wieder zu lösen (beispielsweise um einen Kletterer ablassen zu können), zieht der Sichernde den am Grigri angebrachten Hebel zu sich heran. Um den Blockiermechanismus für ein schnelles Seilausgeben zu unterdrücken, muss Druck nach unten auf die Hebelbasis ausgeübt werden. Am besten mittels der sogenannten Gaswerkmethode. In beiden Zuständen bremst das Gerät das durchlaufende Seil nicht. Um den Bremsmechanismus wieder zu aktivieren, muss der Sichernde den Hebel loslassen bzw. den Druck von der Hebelbasis nehmen.
Das Abseilen mit dem Grigri ist entsprechend der Norm EN15151 erlaubt.
Eine vom Deutschen Alpenverein im Jahr 2013 veröffentlichte Kletterhallenstudie zeigte, dass mit Halbautomaten (darunter das Grigri) deutlich weniger gefährliche Sicherungsfehler gemacht werden (weniger als 0,2 gefährliche Fehler pro Sicherungsvorgang) als beispielsweise mit dem Tuber (mehr als 0,5 gefährliche Fehler pro Sicherungsvorgang).

### Vorteile
Vorteile gegenüber dem konventionellen Sichern sind:
- Das Gerät kann das Seil im Sturzfall selbständig blockieren, ohne dass die sichernde Person das Seil aktiv hält. Dies hat den Vorteil, dass das Gerät auch dann noch einen Sturz halten kann, wenn die sichernde Person die Hände nicht am Seil hat (z. B. weil er während des Sicherns unaufmerksam ist, an die Wand anschlägt oder gar durch Steinschlag bewusstlos ist).
- Außerdem kann der Sichernde eine konstant im Seil hängende Person ohne Kraftaufwand halten.

### Nachteile
Nachteile gegenüber dem konventionellen Sichern sind:
- Das Gerät blockiert nur bei einem Ruck vollständig (wie der Sicherheitsgurt eines Autos). Erhält das Gerät keinen Ruck, wegen besonderem Seilverlauf aufgrund von Reibung oder dadurch das der Kletterer sich ins Seil „setzt“, blockiert das Gerät möglicherweise nicht automatisch und das Grigri funktioniert wie ein Tuber.
- Das Gerät ist verglichen mit Tuber und Abseilachter relativ schwer und lässt nur gewisse Durchmesser eines Einfachseils zu. Eine Verwendung von zwei Halb- oder Zwillingsseilen ist daher nicht möglich.

## Bedienung
Die korrekte Bedienung des Gerätes sollte unter fachkundiger Anleitung erlernt und eingeübt werden.

### Anwendungsfehler
- Die Bremshand hält nicht das Bremsseil fest. Die Automatik ist lediglich eine zusätzliche Sicherheit.
- Das Grigri wird beim Sichern oder Seilausgeben mit der Hand umfasst. Dadurch kann das Grigri sich nicht frei drehen (aufklappen) und der Blockiermechanismus wird außer Kraft gesetzt.
- Bei einem zu schnellen Ablassen des Kletterers zieht die Hand den Hebel zum Lösen der Blockierung reflexartig noch mehr durch, wodurch sich das Ablassen nochmals beschleunigt. Dieses Verhalten entspricht dem menschlichen Panikreflex. Das GriGri+ versucht dieses Problem mit einer Anti-Panik-Funktion zu beheben, indem das Gerät blockiert, wenn der Hebel über einen bestimmten Punkt hinaus durchgezogen wird. Wird der Hebel anschließend komplett durchgezogen, öffnet das Grigri+ allerdings wieder.

### Korrekte Bedienung

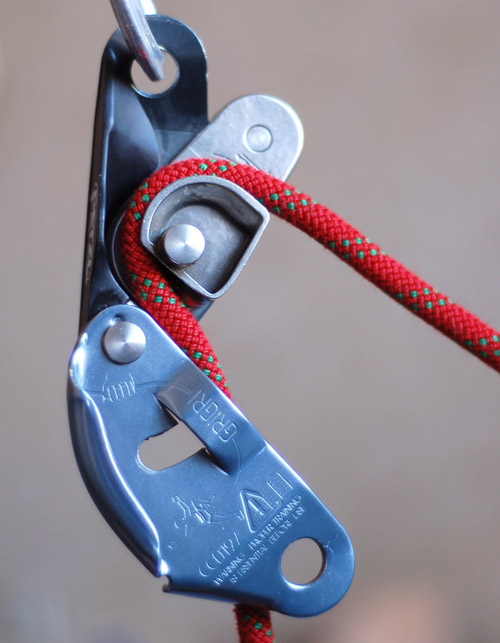
Seileinlegen in das Grigri (1): das Bremsseil läuft nach unten, das Seil zum Kletterer nach rechts aus dem Gerät.

Trotz der oben genannten Nachteile und möglichen Anwendungsfehler kann mit dem Grigri, mit Ausnahme des etwas eingeschränkten dynamischen Sicherns, bei korrekter Bedienung sehr gut gesichert werden. Folgende Aspekte müssen dabei beachtet werden:
- Vor dem Klettern erfolgt ein Partnercheck; dieser beinhaltet, ob das Seil richtig in das Gerät eingelegt wurde, zum Beispiel mittels Blockiertest (ein abrupter Zug am Lastseil sollte den Blockiermechanismus auslösen).
- Schnelles Seilausgeben beim Vorstieg erfolgt mit der Gaswerkmethode: Die Bremshand umfasst durchgehend das Bremsseil und für das sichere und schnelle Seilausgeben beim Einhängen der Zwischensicherungen verlässt nur der Daumen der Bremshand das Bremsseil und unterdrückt den Blockiermechanismus solange wie notwendig durch leichten Druck auf die Hebelbasis.[3][4]
- Die Bremshand bleibt immer am Bremsseil.
- Falls für den Kletterer keine Bodensturz- oder Aufprallgefahr besteht, geht der Sichernde im Sturzfall einen Schritt in Richtung des Sturzzuges mit bzw. federt aktiv vom Boden ab, damit der Sturz – im Sinne eines körperdynamischen Sicherns – nicht zu abrupt abgebremst wird, es sei denn, dass der Kletterer deutlich schwerer als der Sichernde ist.
- Im Sturzfall ist der Sichernde bereit und geübt darin, ein Anprallen des Körpers an der Wand mit den Füßen zu verhindern.
- Beim Ablassen hält die Bremshand das Bremsseil umschlossen, während die Führungshand durch vorsichtigen Zug am Hebelgriff die Blockierung löst und bei der Regelung der Ablassgeschwindigkeit unterstützt.

## Geschichte
Das Grigri kam 1991 auf den Markt.
Am 1. Februar 2011 erschien das Nachfolgemodell Grigri 2 auf dem Markt. Es ist mit allen UIAA Einfachseilen zwischen 8,9 und 11 mm Dicke kompatibel. Optimiert ist es für Seile von 9,4 bis 10,3 mm. Dabei hat das Sicherungsgerät nun 20 % gegenüber dem Grigri 1 an Gewicht (jetzt 170 g) und 25 % seiner Größe eingespart. Im Juni 2011 wurde ein Teil der bereits verkauften Geräte zurückgerufen, da der Bremshebel unter Umständen beschädigt werden kann und infolgedessen die Bremsunterstützung des Sicherungsgerätes nicht mehr korrekt funktioniert. Das Grigri arbeitet in diesem Fall wie ein Tube. Petzl erhöhte daraufhin die Festigkeit des Bremshebels bei neu hergestellten Geräten.
Auf der OutDoor 2016 in Friedrichshafen stellte Petzl das Grigri+ vor, welches seit April 2017 erhältlich ist. Neben kleineren Anpassungen zählen die Unterstützung eines größeren Bereichs an Seildurchmessern, die Regulierungsmöglichkeit der Sensibilität des Blockiermechanismus für Vorstiegsklettern und Toprope-Klettern sowie eine Paniksicherung des Ablasshebels zu den größten Neuerungen.
Seit 1. April 2019 ist das aktuelle Modell Grigri 3 auf dem Markt. Offiziell wird es vom Hersteller aber lediglich GRIGRI genannt. Das neue Modell ersetzt das Grigri 2 und deckt einen noch größeren Bereich an Seildurchmessern ab (8,5 mm bis 11 mm).
In DAV- und KLEVER-Kletterhallen war das Grigri 2016 mit 22 % nach dem Tube das zweithäufigste Sicherungsgerät. 2017 war es mit 27 % bereits das verbreitetste.

### Zeitweises Verbot von Halbautomaten in Kletterhallen
Da unsachgemäße Anwendung wiederholt zu Unfällen führte, war das Sichern mit dem Grigri (zusammen mit anderen Halbautomaten) in einzelnen Kletterhallen zeitweise untersagt. Dass diese Verbote nicht auf objektiv erhobenen Daten beruhen, zeigt eine große Studie zum Hallenklettern, die anhand von standardisierten Beobachtungen zu Verhaltensfehlern die Frage nach dem Einfluss des Sicherungsgerätes auf die Unfallwahrscheinlichkeit untersuchte. Dabei schnitt der weitverbreitete Achter mit 40 % Fehlern klar schlechter ab als das Grigri mit 28,6 %. Daraus schlossen die Autoren, dass die Gefahren des Sicherns mittels Grigri deutlich geringer sind als erwartet und generell eher überschätzt werden.

### Liste aller Petzl-Halbautomaten für das Sportklettern
|                                      | Erscheinungsjahr | Empfohlener Seildurchmesser | Zugelassener Seildurchmesser | Gewicht | Änderung zum Vorgänger                                              | Bild                                              |
| ------------------------------------ | ---------------- | --------------------------- | ---------------------------- | ------- | ------------------------------------------------------------------- | ------------------------------------------------- |
| Grigri (nicht mehr erhältlich)       | 1991             |                             | 10–11 mm                     |         |                                                                     | Erste Generation Grigri                           |
| Grigri 2 (nicht mehr erhältlich)     | 2011             | 9,4–10,3 mm                 | 8,9–11 mm                    | 170 g   | 20 % leichter 25 % kleiner                                          | GriGri 2                                          |
| Grigri + (aktuelles Modell)          | 2016/17          | 8,9–10,5 mm                 | 8,5–11 mm                    | 200 g   | sanfteres Ablassen, Anti-Panik-Funktion, Toprope-Funktion           | Vorderseite Grigri Plus · RückseiteGrigri Plus    |
| Grigri (Grigri 3) (aktuelles Modell) | 2019             | 8,9–10,5 mm                 | 8,5–11 mm                    | 170 g   | ohne Anti-Panik-Funktion, ohne Toprope-Funktion                     | Vorderseite Grigri (3) · Rückseite des Grigri (3) |
| Neox (aktuelles Modell)              | 2024             |                             | 8,5–11 mm                    | 236 g   | Gegenüber Grigri erleichterte Seilausgabe Keine Anti-Panik-Funktion | Neox                                              |